# Henry Vibart
Henry Vibart (25 de dezembro de 1863 – 1939) foi um ator de teatro e cinema escocês, ativo da década de 1880 até a década de 1930. Ele atuou em muitos papéis teatrais no Reino Unido e no exterior, que também destacou em mais de 70 filmes da era do cinema mudo.

## Filmografia selecionada
- Princess Clementina (1911)
- The Baby on the Barge (1915)
- The Grand Babylon Hotel (1916)
- Annie Laurie (1916)
- The Bohemian Girl (1922)
- A Bill of Divorcement (1922)
- Flames of Passion (1922)
- Woman to Woman (1923)
- Love's Option (1928)
- High Treason (1929)
- The Flying Squad (1929)
- The Bondman (1929)
- The School for Scandal (1930)